# 怪獣のサイズ
「怪獣のサイズ」（かいじゅうのサイズ）は、2023年8月4日にユニバーサルミュージック内のユニバーサル シグマからリリースされた、日本のバンド・back numberの楽曲。

## 概要
7作目の配信限定シングル。メジャー6枚目のフルアルバム『ユーモア』発売後初のシングルであり、シングル作品としては前作「アイラブユー」以来10か月ぶりのリリースである。タイアップのない曲であり、ノンタイアップ曲のリリースは9枚目のシングル『fish』以来9年ぶりである。
楽曲のCDシングル化やアルバム収録等の情報は2023年11月現在発表されていない。

## 背景
2023年夏に行われた一部の夏フェスにバンドが出演する際、フェスのオフィシャル・サイトのラインナップに突如怪獣のアーティスト写真が出現していた。他にも、YouTubeのback numberオフィシャル・チャンネルのサムネイルがすべて怪獣の写真になるなど"匂わせ"を行い、ネットをざわつかせていた。
7月18日、バンドが同年8月4日に楽曲を配信リリースすることを発表した。ジャケット写真には着ぐるみの怪獣が登場しており、アーティスト写真も夏フェスで使用していた、ジャケット写真と同じ着ぐるみの怪獣が登場したものに更新された。
8月1日、楽曲のティザー映像がYouTubeにて、歌詞が一部の歌詞検索サービスにて公開された。

## ミュージックビデオ
8月4日の配信リリース日の18時より、YouTubeにてプレミア公開された。監督は渡邉直が担当し、主人公に俳優の矢本悠馬を迎えているほか、ジャケット写真の怪獣も出演している。動画の概要欄には「傑作ぞろいだったでしょ」という清水からのメッセージも添えられている。

## チャート成績
Billboard JAPANが発表する総合音楽チャート「Billboard Japan Hot 100」では、8月14日付チャートでダウンロード5位を記録し56位に初登場。
翌週チャートでもストリーミング65位、ダウンロード11位、ラジオ首位を獲得し、総合で最高位の16位をマークした。

## 収録曲
| #  | タイトル         | 作詞・作曲 | 時間 |
| -- | ---------------- | ---------- | ---- |
| 1. | 「怪獣のサイズ」 | 清水依与吏 | 3:31 |

## クレジット
YouTubeのアートトラック概要欄より。
- Recording  Arranger: back number
- Recording  Arranger, Keyboards, String  Arranger, Producer: Takeshi Kobayashi
- Vocals,Background Vocalist,Guitar: Iyori Shimizu
- Bass: Kazuya Kojima
- Drums: Hisashi Kurihara
- String Arranger,Cello: Udai Shika
- Strings: Udai Shika Strings
- Violin: Shoko Oki, Miho Shimokawa, Hiroko Imai, Mikiko Ise, Junko Suzuki, Shizuka Kawaguchi
- Viola: Fumiko Aoki, Amiko Watabe
- A & R  Coordinator: Ruriko Kimura
- Programming, Studio Personnel, Recording Engineer, Mix  Engineer: Makoto Yoshida
- Author, Composer: Iyori Shimizu